# 人生万歳!
『人生万歳!』（じんせいばんざい、Whatever Works）は、2009年のアメリカ映画である。ウディ・アレン監督の長編映画第40作目であり、『メリンダとメリンダ』以来となるニューヨークを舞台としたコメディ映画である。

## ストーリー
中年男たちがカフェテラスで何やら会話しており、中でもボリスという男が「宗教がビジネス化されているのはおかしい」「マルクス主義は人間が本質的に善であるという間違った前提に立っている」などとまくし立てている。『闇の奥』でカーツ大佐が「恐怖だ!」と叫んだ経緯を紹介しながら、ボリスは「第四の壁」を破ってこの映画の観客に話しかける。ボリスはかつてはコロンビア大学で弦理論を教えていたノーベル物理学賞候補であったものの、「政治」のせいで受賞を逃したという。へ理屈でトラブルばかり起こしており、前妻と喧嘩した時には窓から飛び降りて自殺未遂を図ったが、本人曰く「医者が無能だった」せいで足を引きずっている。
ある夜、アパートに帰ろうとしたボリスは、ミシシッピの家から逃げてきた若い女性メロディに「何か食べさせて」と声をかけられる。気の毒に思ったボリスは数晩だけという約束で泊めてやることにする。ボリスは「ハッピーバースデートゥーユー」と2度唱えるうちに手を洗えば、手に付着している細菌を洗い流せると信じている。他方、世間知らずで天然ボケのメロディは、婚前交渉の罪を犯したと明かしたと思えば、暗闇恐怖症のボリスから「深淵（アビス）を見た」と言われると「その映画見てないわ」と返答するなどボケ倒してばかり。
冴えないボリスとニューヨーク観光したりして1か月も暮らすうちに、メロディは彼こそが運命の人だと勘違いし始める。ボリスは「尺取り虫の脳の娘が私のことを好きになっただと?」「私にとってのピグマリオンだ」と観客に訴える。やがてメロディは犬の散歩のアルバイトで出会った青年ペリーとデートするが、すでにボリスの人生観に影響を受けてしまったためペリーのような青年を愚かだと感じるようになっており、むしろボリスにプロポーズする。
それから1年後。メロディがボリスと暮らすアパートでベートーベンの『運命』を聞いていると、誰かがドアを叩く音が聞こえてくる。ドアを開けるとそこには、愛する娘の後を追ってきたメロディの母親マリエッタが立っていた。夫ジョンが自らの親友と不倫して逃げ去ったため、ミシシッピにあった家も売却したという。マリエッタは当初はニューヨークで観光や日本映画祭を楽しむだけだったが、ボリスの友人レオから撮影写真を評価されたことで「性的倒錯」と「人間の自由」を表現する芸術家に成長し、レオの友人アルを交えての円満な三角関係をスタートさせる。一方でマリエッタは、偶然知り合ったランディという青年をメロディにふさわしい相手だと考え、2人が蚤の市やユニクロの店舗で出会うよう仕向ける。
ほどなくしてメロディの父親ジョンもニューヨークに現れてマリエッタに復縁を求めるが、かつてと異なるライフスタイルを会得した彼女には当然のごとく振られてしまう。ジョンがバーでやけ酒を飲んでいると、ゲイの男ハワードと出会い、自らの本来の性的指向に気付かされる。一方、ランディと恋に落ちたメロディから別れ話を持ち出されたボリスは、2度目の飛び降り自殺を図るものの、路上を歩いていた占い師の女性が緩衝材となって命拾いする。
そして迎えた大晦日の晩。それぞれのパートナーとめぐり会った者たちがボリスのアパートに集まり、新年のカウントダウンを始める。ボリスは「大勢が私たちを見ているぞ」と言うがやはり誰にも信じてもらえず、「ほら、全体像が見えているのは僕だけだ」と観客に告げる。

## キャスト
ボリス・イェルニコフ
演 - ラリー・デヴィッド
偏屈な初老の物理学者。かつてはノーベル賞候補にもなったが、今は落ちぶれている。
メロディ・セント・アン・セレスティン
演 - エヴァン・レイチェル・ウッド
南部の田舎町から家出して来た少女。ボリスに恋をする。
マリエッタ・セレスティン
演 - パトリシア・クラークソン
メロディの母。保守的な女性だったが、ニューヨークで写真家として成功し、奔放な生活を送るようになる。
ランディ・リー・ジェイムズ
演 - ヘンリー・カヴィル
俳優の卵。マリエッタがメロディの相手として気に入り、何かと手引きをする。
ジョー
演 -  マイケル・マッキーン
ボリスの友人。
レオ・ブロックマン
演 - コンリース・ヒル
ボリスの友人。マリエッタの恋人となり、彼女の写真家としての才能を見出す。
アル・モーゲンスターン
演 - オレク・クルパ
レオのビジネスパートナー。マリエッタの恋人となり、レオと3人で暮らすようになる。
ジョン・セレスティン
演 - エド・ベグリー・Jr
メロディの父。妻の親友と不倫して家を出るが、捨てられて戻ってくる。保守的な男だったが、ニューヨークで本来の自分に目覚める。
ハワード・カミングス（カミンスキー）
演 - クリストファー・エヴァン・ウェルチ
ジョンがバーで出会ったゲイの男。パートナーと別れて傷心だったが、ジョンと意気投合する。
ジェシカ
演 - キャロリン・マコーミック
ボリスの前妻。ボリスに午前4時に起こされ、目の前で飛び降り自殺を図られる。
ヘレナ
演 - ジェシカ・ヘクト
ボリスが自殺しようと飛び降りたところ、直撃されて大怪我を負った女性。これをきっかけにボリスの恋人になる。
ペリー
演 - ジョン・ギャラガー・Jr
メロディに惹かれてデートをするが、メロディにボリスの魅力を気付かせるだけに終わる。

## 評価
Rotten Tomatoesでは、50%（151名中75名）の評論家が本作に肯定的な評価を下し、また平均点は10点満点で5.4点となった。